# ۱۸۶۵
در این صفحه وقایع مهم سال ۱۸۶۵ میلادی فهرست شده‌اند.

## وقایع مهم
- تصویب قانون الغای بردگی در کنگره آمریکا.
- تسلیم ژنرال لی و پایان جنگ‌های داخلی آمریکا.
- انتخاب اندرو جکسون به ریاست جمهوری آمریکا.
- تأسیس اداره مردان آزاد در آمریکا.
- تأسیس گروه کوکلاکس کلان در ایالت تنسی آمریکا.
- تاسیس باشگاه فوتبال ناتینگهام‌فارست اولین تیم رسمی فوتبال
- تصویب اصلاحیه سیزدهم قانون اساسی ایالات متحده آمریکا در مورد آزادی عمومی بردگان.
- انتخاب هانیبال هملین به عنوان معاون رپیس‌جمهور آمریکا در دولت آبراهام لینکلن .
- انتخاب اندرو جانسون به عنوان معاون رپیس‌جمهور آمریکا در دولت آبراهام لینکلن .
- شروع جنگ اتحاد سه‌گانه.
- انجام اولین بازی راگبی کانادا در شهر مونترال

## زادروزها
- ۱۷ فوریه – ارنست ترلچ، الهی‌دان و سیاست‌مدار آلمانی (د. ۱۹۲۳)
- ۱ آوریل – ریچارد ژیگموندی، فیزیک‌دان و شیمی‌دان اتریشی (د. ۱۹۲۹)
- ۱۹ ژوئن – می ویتی، بازیگر بریتانیایی (د. ۱۹۴۸)
- ۲۶ ژوئیه – فیلیپ شایدمان، سیاست‌مدار آلمانی (د. ۱۹۳۹)
- ۱ اکتبر – پل دوکا، طراح رقص، موسیقی‌دان، و آهنگساز فرانسوی (د. ۱۹۳۵)
- ۲۷ اکتبر – تینزلی لیندلی، بازیکن کریکت، بازیکن فوتبال، و قاضی بریتانیایی (د. ۱۹۴۰)
- ۲۰ دسامبر – السی د ولف، بازیگر آمریکایی (د. ۱۹۵۰)
- ۲۸ دسامبر – فلیکس والوتون، هنرمند و نقاش سوئیسی (د. ۱۹۲۵)
- ۳۰ دسامبر – رودیارد کیپلینگ، نویسنده و شاعر بریتانیایی (د. ۱۹۳۶)

## درگذشت‌ها
- آبراهام لینکلن، رئیس‌جمهور آمریکا
- ۲ سپتامبر - ویلیام همیلتون، ریاضی‌دان و فیزیک‌دان ایرلندی
- ۱۵ آوریل – آبراهام لینکلن، شانزدهمین رییس‌حمهور آمریکا (ز. ۱۸۰۹)
- ۱۲ نوامبر – الیزابت گاسکل، نویسنده بریتانیایی (ز. ۱۸۱۰)